# Harold Lowe
Vous lisez un « article de qualité » labellisé en 2010.
Pour les articles homonymes, voir Lowe.
Harold Godfrey Lowe (né le 21 novembre 1882 à Llanrhos, Caernarfonshire ; pays de Galles – 12 mai 1944) est un marin britannique. Promis à une carrière dans les affaires, il décide cependant de s'engager dans la marine à l'âge de quatorze ans. Après avoir servi quelques années au large des côtes africaines, il se met au service de la White Star Line en 1911. En avril 1912, il devient cinquième officier du plus prestigieux paquebot de la compagnie, le Titanic.
Lorsque le navire fait naufrage le 15 avril 1912, Lowe fait preuve de courage et d'initiative. Après avoir réparti les occupants de son canot dans d'autres embarcations, il revient en effet sur les lieux du naufrage pour repêcher d'éventuels survivants. Ceci lui vaut de nombreux honneurs. Il continue ensuite de servir dans la marine, mais, comme tous les officiers rescapés, n'obtient jamais de commandement d'un navire marchand. Il est en revanche nommé commandant dans la marine de réserve durant la Première Guerre mondiale.
Après avoir pris sa retraite dans le pays de Galles, sa terre natale, Lowe meurt d'hypertension à 61 ans.

## Biographie

### Jeunesse et engagement à la White Star
Harold Lowe est né à Eglwys Rhos, au pays de Galles, le 21 novembre 1882. Il est le troisième des huit enfants de George et Harriet Lowe. Il étudie à l'école de Barmouth, jusqu'à ce que son père décide de lui faire suivre un apprentissage auprès d'un homme d'affaires de Liverpool. Ceci ne correspond cependant pas du tout aux envies du jeune homme qui refuse de « travailler au service de quiconque sans contrepartie » et veut « être payé pour [son] travail ».
Dès l'âge de quatorze ans, il s'engage donc dans la marine en débutant comme garçon de cabine. Il gravit rapidement les échelons et, en cinq ans de labeur sur la côte d'Afrique de l'Ouest, il obtient ses certificats d'officier. Ceci lui permet de se mettre au service d'une compagnie maritime plus prestigieuse. Il rejoint finalement la White Star Line en 1911.
Son service le porte tout d'abord sur le Tropic et le Belgic en tant que troisième officier. Ces deux navires ne servent pas sur la ligne transatlantique, et Lowe ne voyage jamais dans l'Atlantique nord avant son affectation, en 1912, à bord du Titanic. Durant ses débuts, il se crée une réputation d'homme à la personnalité forte et bien trempée.

### Cinquième officier duTitanic

#### Embarquement et traversée

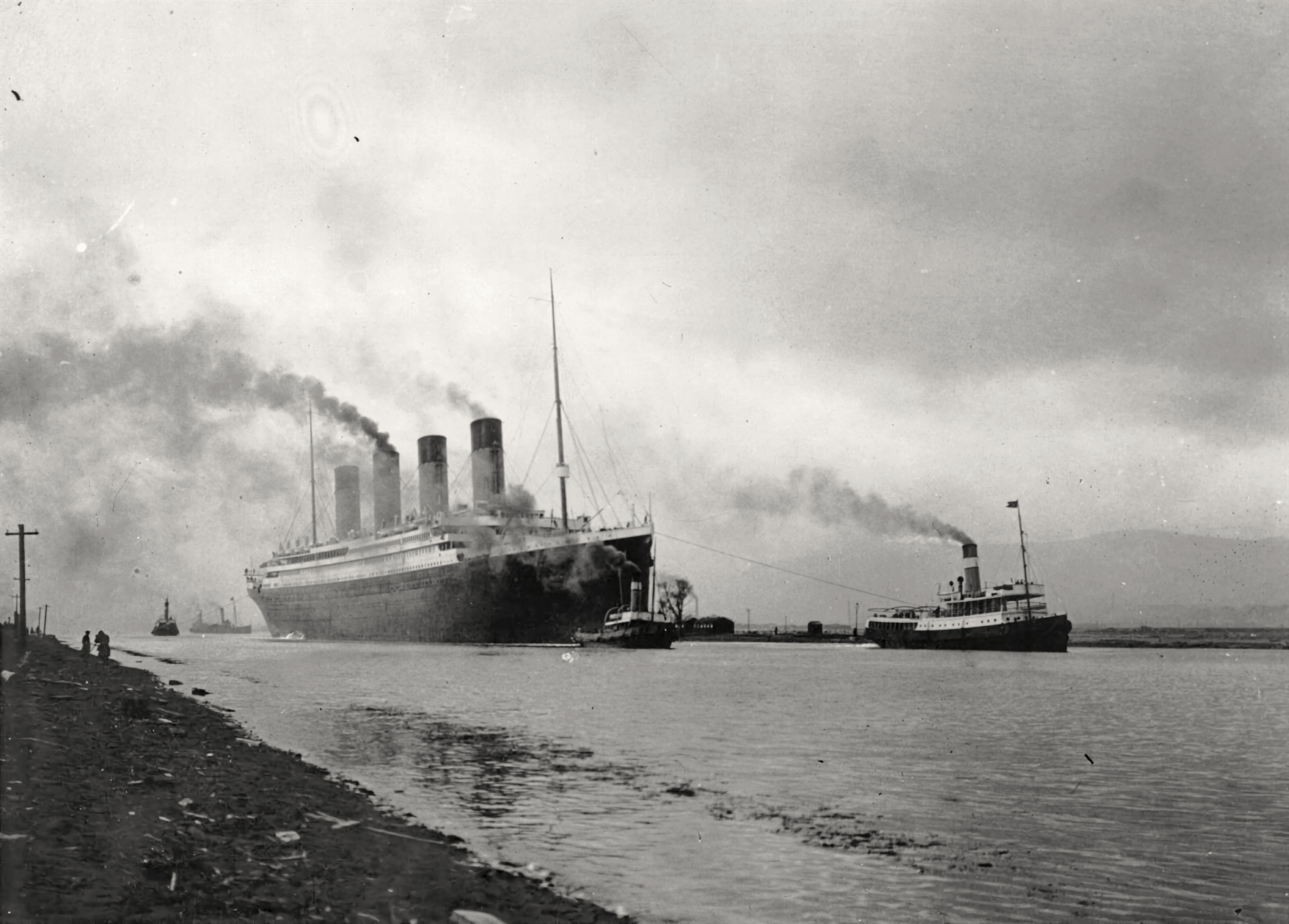
Le Titanic part pour ses essais en mer, auxquels participe Lowe.

En avril 1912, Lowe est affecté au tout dernier paquebot de la White Star Line, le Titanic, en tant que cinquième officier. Il s'agit d'un honneur certain, l'équipage étant trié sur le volet pour la traversée inaugurale du paquebot. Avec les trois autres officiers « junior », Herbert Pitman, Joseph Boxhall et James Moody, il est convoqué aux bureaux de la compagnie à Liverpool le 26 mars, pour ensuite voyager jusqu'aux chantiers navals Harland and Wolff de Belfast, où se trouve le navire. Les officiers doivent s'y rendre pour participer aux essais en mer, le 1er avril. Pour cause de mauvais temps, les essais sont raccourcis et reportés au 2.
Le navire quitte ensuite l'Irlande pour Southampton, où il accoste le 4 avril. Son départ est prévu pour le mercredi 10 avril à midi. Ce jour-là, l'inspecteur du Board of Trade, Maurice Clarke, demande à faire tester deux canots de sauvetage du navire. Lowe et Moody sont placés à la tête d'une embarcation chacun, assistés de quelques matelots. La manœuvre ne présente que peu d'intérêt, dans la mesure où elle ne reproduit pas les circonstances d'une évacuation en haute mer. De plus, les canots ne sont pas testés à pleine charge.
Lorsque le navire quitte le port, Lowe se trouve sur la passerelle de navigation aux côtés du quatrième officier, Boxhall, du commandant Edward Smith et du pilote côtier George Bowyer. Il est pour sa part chargé des téléphones et assure la liaison entre les différents centres névralgiques du paquebot. Lowe est le seul officier à ne pas avoir servi sur la ligne transatlantique, et il se sent relativement exclu : tous les autres se connaissent bien, et ont déjà travaillé ensemble. Tandis que les trois officiers « senior » servent seuls sur une période de quatre heures, puis bénéficient de huit heures de repos, les officiers « junior » travaillent en binôme et alternent quatre heures de pause et quatre heures de travail. Lowe sert avec Pitman. Tandis que l'un d'eux assiste l'officier « senior » de quart, l'autre est stationné dans la timonerie et dirige le quartier-maître en service. Par ailleurs, chaque officier a des responsabilités particulières. Il incombe à Lowe, ainsi qu'à Moody, de se charger des relevés de température de l'eau et de l'air.

#### Naufrage

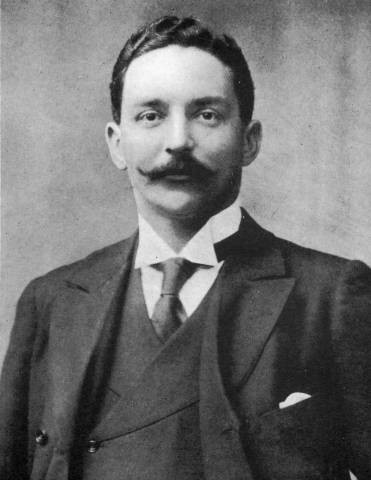
Durant le naufrage, Lowe s'est fortement emporté contre le président de la White Star Line, Joseph Bruce Ismay.

Le 14 avril, soir du naufrage, les trois officiers de quart sont William Murdoch, Joseph Boxhall et James Moody. Harold Lowe n'est pas en service, puisqu'il a été relevé par Moody à 20 heures. Au moment de la collision avec l'iceberg, à 23 h 40, il se trouve donc dans sa cabine. La collision qui survient à 23 h 40 ne le réveille pas, pas plus que le bruit assourdissant de la vapeur évacuée avec force par les cheminées. Il l'explique par la suite lors de la commission d'enquête américaine :

« Nous n'avons pas beaucoup de temps de sommeil et de fait, quand on dort, on meurt. »

Lorsqu'il se réveille vers minuit et quart, il aperçoit des personnes déambulant avec des gilets de sauvetage. Avant de quitter sa cabine, il s'empare de son revolver, considérant « qu'on ne sait jamais quand on peut en avoir besoin ». Peu après, il participe au chargement du premier canot à partir, le no 7, aux côtés de Murdoch, Pitman, et du président de la White Star Line, Joseph Bruce Ismay. Lowe se charge ensuite de faire descendre le canot 5 à la mer. Ismay s'approche, presque hystérique, hurlant : « Abaissez-le plus vite ! Abaissez-le plus vite ! » L'officier lui répond alors : « Si vous vouliez bien foutre le camp d'ici, j'arriverai peut-être à faire quelque chose ! Vous voulez que je les descende plus vite ? Vous allez me les faire tous noyer ! » Sans répondre, Ismay bat en retraite et part aider au chargement d'un autre canot,.
Par la suite, Lowe aide au remplissage du canot no 14 et y embarque vers 1 h 30, pour en prendre le commandement. Alors que le canot est presque plein, des passagers qui ne semblent pas comprendre l'anglais (Lowe pense qu'ils sont italiens) tentent d'embarquer. Lowe sort alors son arme et tire plusieurs coups le long de la coque, menaçant d'« abattre comme un chien » quiconque sautera à bord. Il assure cependant que personne n'a pu être touché par ses tirs.

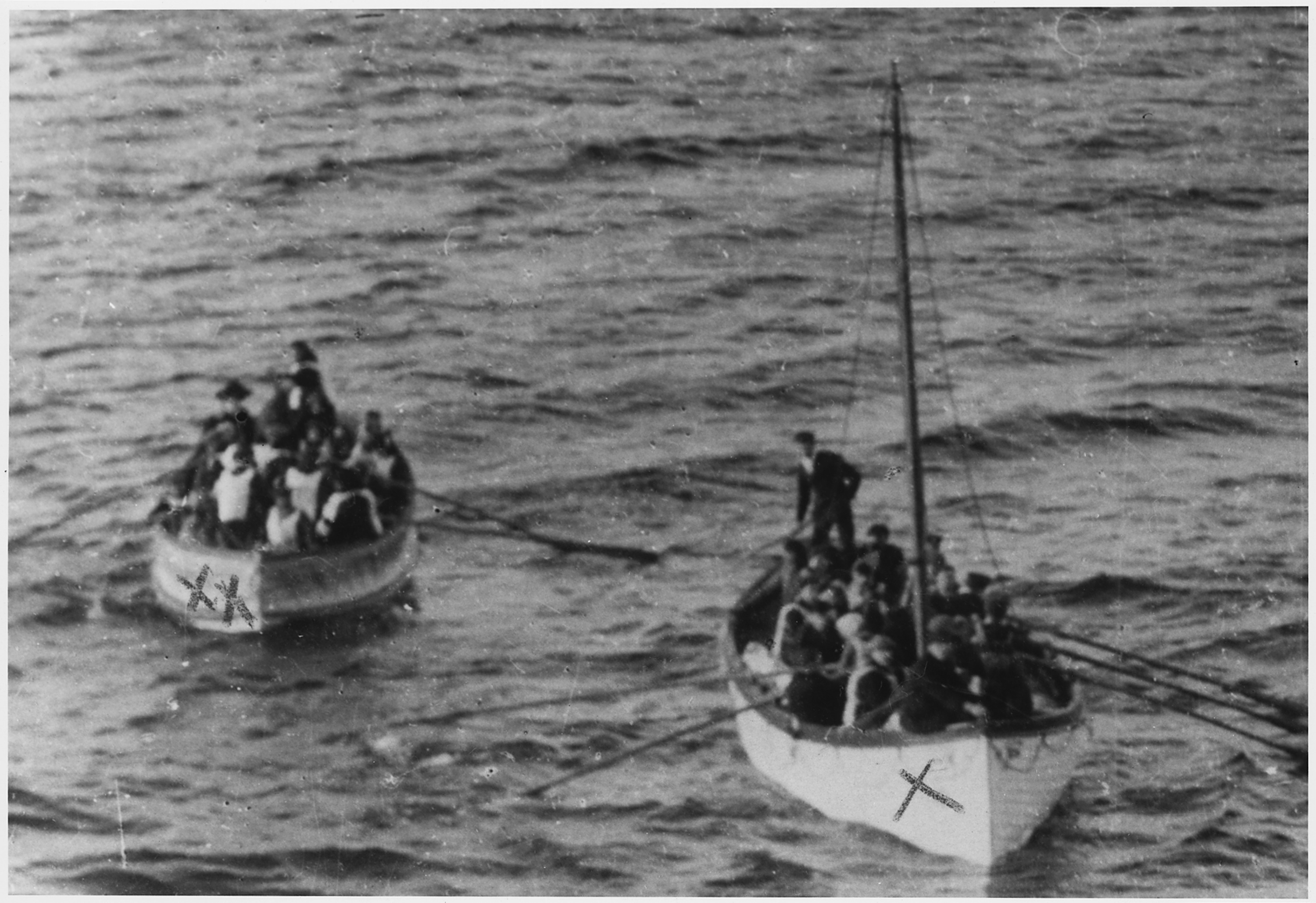
Les canots se dirigeant vers le Carpathia (à droite le canot no 14, et à gauche le canot D). On distingue Harold Lowe tenant la barre sur le canot 14.

Après la descente, Lowe éloigne son embarcation du paquebot. Après la disparition de celui-ci, vers 2 h 20, il rassemble son canot avec le 12, le 10 et le radeau D. Il transfère ensuite les passagers de son canot dans les autres, afin de disposer d'une embarcation vide pour retourner chercher d'éventuels survivants. Au cours des opérations, Lowe, agacé par la lenteur des passagers, s'emporte parfois. Il découvre à un moment qu'un homme a embarqué dans le canot en se déguisant à l'aide d'un châle, et projette l'auteur de la supercherie dans une autre embarcation sans faire de commentaire.
Il repart ensuite chercher les naufragés survivants. Cependant, peu avant d'arriver sur les lieux du drame, il demande à arrêter le canot, en attendant que les survivants soient moins nombreux, pour qu'ils ne fassent pas chavirer le canot. Il arrive cependant trop tard. En route, il repêche trois personnes, dont une meurt rapidement. Lorsque le canot s'arrête près d'une épave sur laquelle repose un passager asiatique, il se montre réticent à lui prêter assistance, celui-ci ne répondant pas aux appels. Lowe déclare ainsi :

« Quelle utilité ? Il est mort, visiblement, et s'il ne l'est pas, il y en a d'autres qu'il vaut mieux sauver plutôt qu'un Jap ! »

L'homme est cependant repêché. Par la suite, le canot attend trop longtemps, et ne trouve qu'une mer de cadavres. Lowe poursuit cependant les recherches et repêche un quatrième survivant, un steward qui s'était réfugié sur un panneau de bois. Par la suite, le marin chinois que Lowe avait rechigné à repêcher prend un aviron et aide à la manœuvre, poussant l'officier à s'excuser de ses propos désobligeants. Si Lowe est le seul à être revenu sur le lieu du naufrage, il est également le seul à avoir installé le mât et la voile de son embarcation. En chemin vers le Carpathia, il prend en remorque le radeau D, en difficulté. Arrivé près du radeau A, en grande partie inondé, il embarque à ses côtés une vingtaine de passagers, laissant trois cadavres dans l'embarcation naufragée.

### Fin de carrière
Harold Lowe témoigne lors du cinquième jour de la commission d'enquête américaine devant le sénateur William Alden Smith. Lors de son interrogatoire, Smith adopte une attitude qui lui vaut de nombreuses critiques et moqueries. Alors qu'il interroge Lowe, il pose plusieurs fois les mêmes questions, avant de revenir en arrière, prêtant souvent son témoin à confusion. Certaines de ses interrogations sont peu pertinentes. Ainsi, lorsque le sénateur lui demande de quoi est composé un iceberg, l'officier ne peut que répondre : « De glace, Monsieur ». De même, Smith demande plusieurs fois à Lowe s'il connaissait la position du Titanic après 20 heures le soir du naufrage, alors que l'officier répète qu'il n'était plus de quart.
Début mai, il rentre avec Joseph Bruce Ismay et les trois autres officiers rescapés (Lightoller, Pitman et Boxhall) au Royaume-Uni à bord de l’Adriatic pour participer à la commission d'enquête menée par Lord Mersey.
On ne sait que peu de choses sur sa vie après le naufrage. Lorsqu'il rentre à Barmouth, 1 300 personnes participent à une réception en son honneur, au cours de laquelle il se fait offrir une montre en or en récompense de ses actes. En 1913, il épouse Ellen Marion Whitehouse et a deux enfants. Il continue sa carrière dans la marine marchande, mais n'obtient pas de commandement, de même que les autres officiers survivants. Durant la Première Guerre mondiale, il sert dans la Royal Navy, et atteint le rang de capitaine de réserve.
Par la suite, Lowe prend sa retraite pour s'occuper de sa famille et s'installe au pays de Galles. Il meurt le 12 mai 1944 à l'âge de 61 ans.

## Postérité

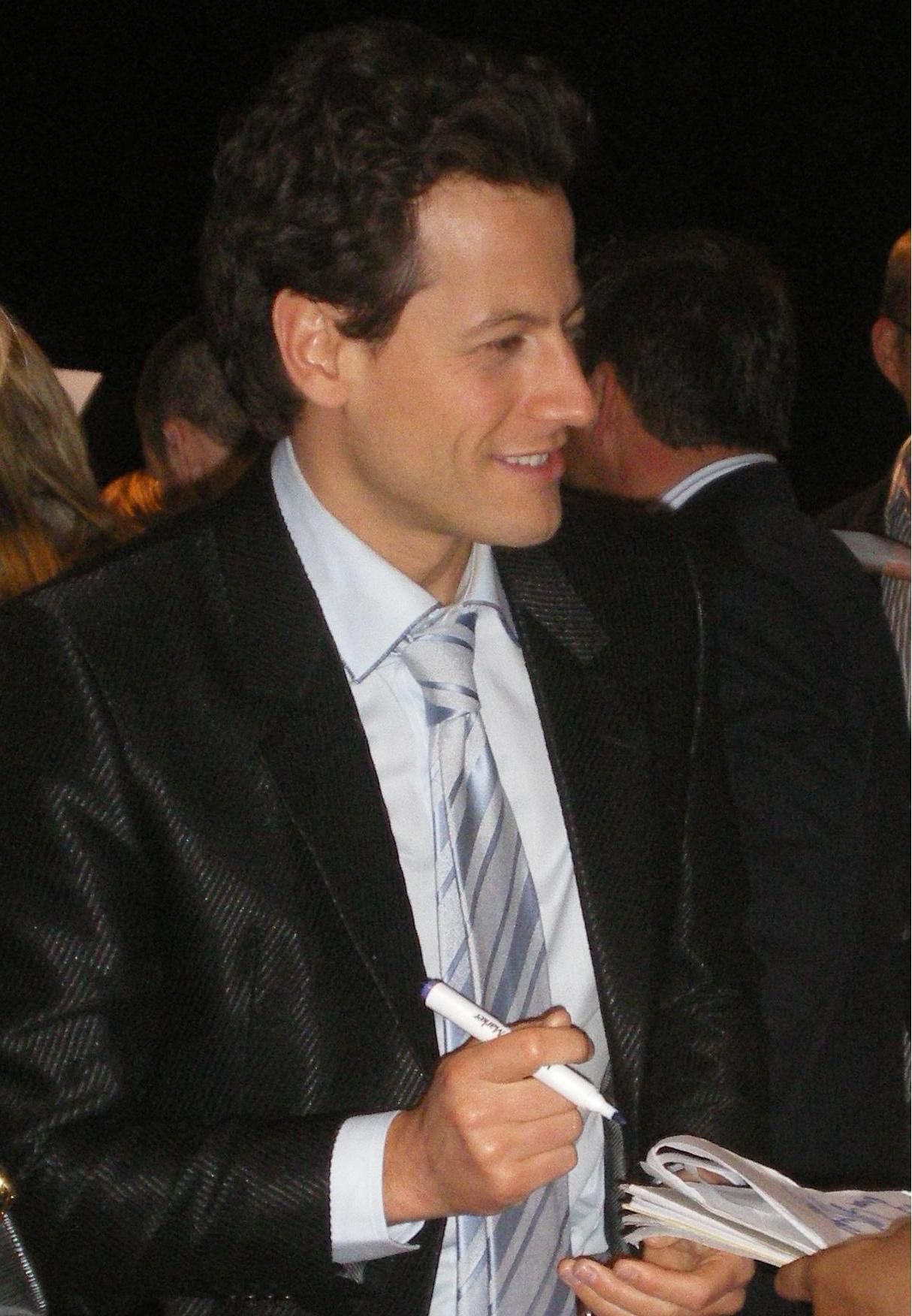
Dans Titanic de James Cameron, Lowe est interprété par le Gallois Ioan Gruffudd.

Dans le film Titanic de James Cameron sorti en 1997, le rôle du cinquième officier Harold Lowe est tenu par l'acteur gallois Ioan Gruffudd. Il apparaît pour la première fois dans le film lorsque le commandant Edward Smith et le premier officier Murdoch sont sur la passerelle de commandement (il apporte une tasse de thé au commandant Smith). Pendant les scènes du naufrage, on le voit prendre place à bord du canot no 14, à bâbord puis tirer plusieurs coups de feu pour dissuader toute personne de monter dans le canot. Une dernière scène le met en scène aux commandes de son canot, naviguant au milieu des cadavres à la recherche de survivants.
En 2004, un souvenir de Lowe est vendu aux enchères. Il s'agit d'un menu du premier repas servi à bord du Titanic le 2 avril 1912. La pièce s'est vendue à 51 000 £.